# オーリンズ (自動車部品メーカー)

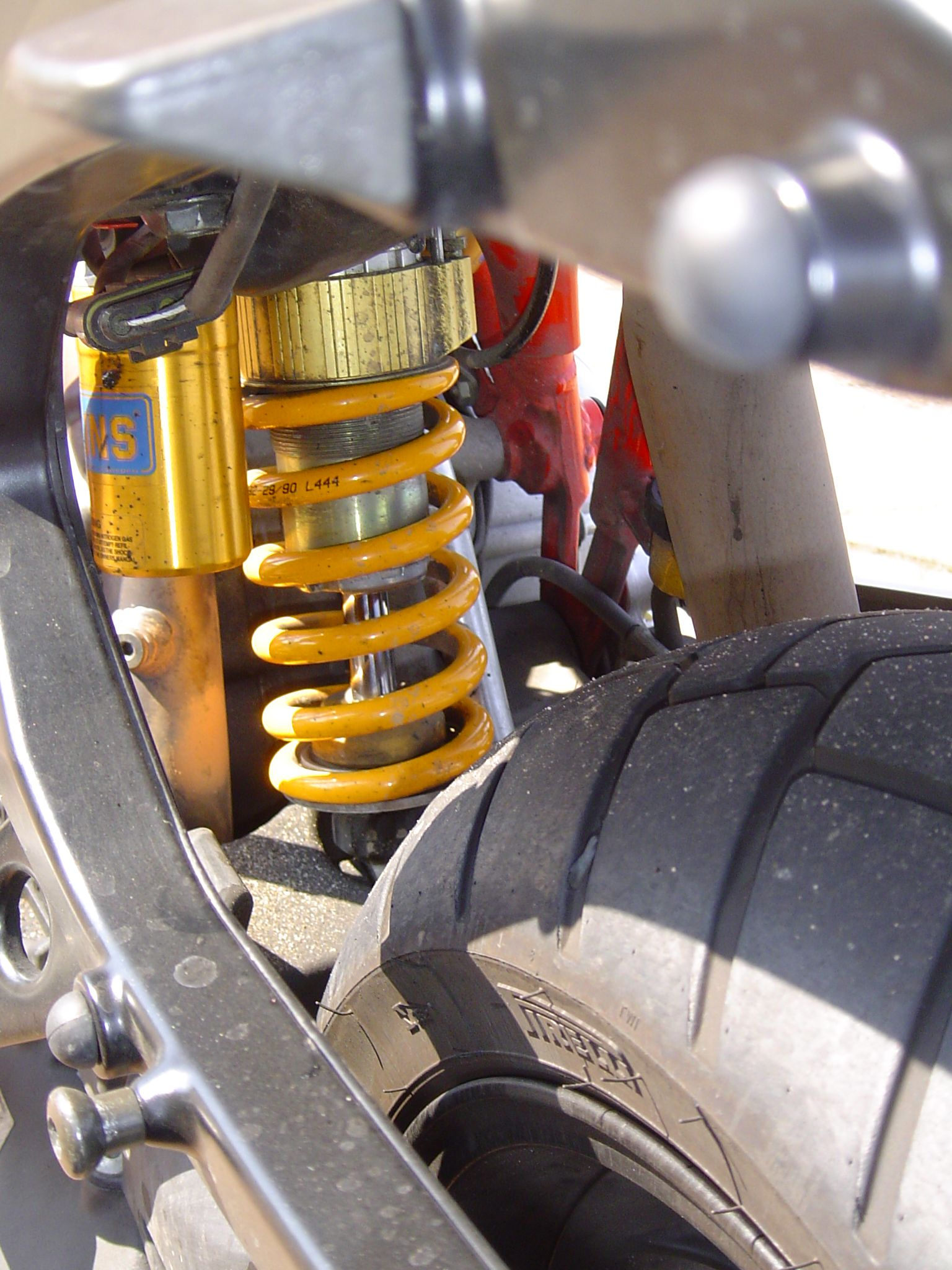
タンク別体型単筒式倒立ショックアブソーバー（ドゥカティ・ムルティストラーダのリアサスペンション、オーリンズ製）

オーリンズ（スウェーデン語: Öhlins Racing AB）は、スウェーデンの自動車部品メーカー。本社はストックホルム郊外のウプランズ・ヴェスビー(Upplands Väsby)にある。1976年創業。従業員は200人ほど。

## 概要
主に自動車・二輪車・全地形対応車(ATV)・スノーモービルなどの懸架装置を開発・製造しており、特にショックアブソーバーの分野で知名度が高い。創業者のケント・オーリン（Kenth Öhlin ）の家業はバイク屋で、友人のモトクロスマシンの改良に携わったことがきっかけで独自にショックアブソーバーを開発することになった。
創業して2年後の1978年にはオーリンズのショックアブソーバーを装着したマシンがモトクロスおよびエンデューロの世界選手権を制したことで知名度が向上し、二輪車だけでなくF1やチャンプカー(CART)、世界ラリー選手権(WRC)など四輪車のトップカテゴリーでも数々の実績を上げている。なお、ロードレース世界選手権の最高峰クラスであるmotoGPクラスでは2010年以降ほとんどの車両がオーリンズ製サスペンションを採用している（これはタイヤが2015年まではブリヂストン、2016年からミシュランのワンメイクというレギュレーションが影響している）。
近年これらの高性能なショックアブソーバー本体ばかりでなく、セミアクティブサスペンションを構成するショックアブソーバーの電磁切替弁デバイス(CES)が、内外の大手ショックアブソーバーメーカー向けに急激に販売が伸びている。
マウンテンバイク用にはリアショックの供給に加えフロントフォークの販売を開始している。
2016年オーリンズは創業40周年を迎えた。同年創業者である社長のケント・オーリンは引退し、同社副社長のヘンリック・ヨハンソンが社長に就任した。ケント・オーリンはグループのCEOに就任した。2018年11月、テネコがオーリンズの過半数の株式を買収しました。
2024年10月11日、ブレンボはオーリンズを4億500万ドルで買収することに合意した。2025年1月に買収が完了したことが発表された。
日本における活動の拠点は子会社のオーリンズジャパンABである。